# Noble M15

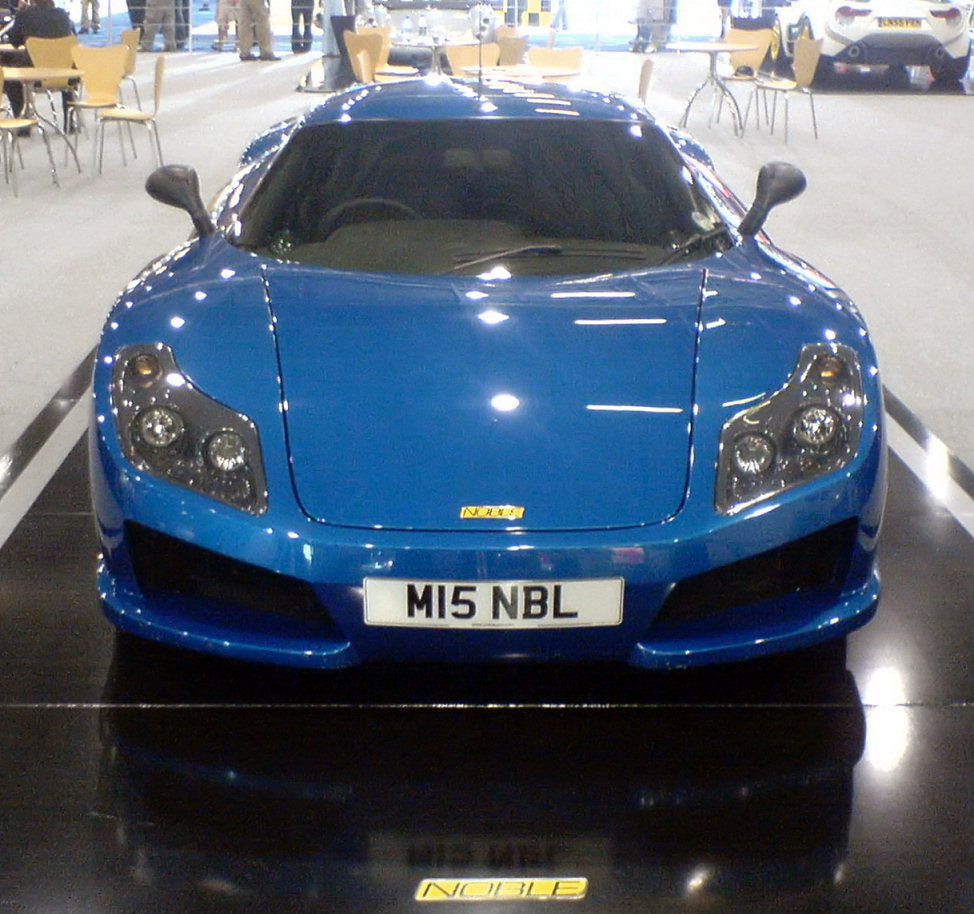
Noble M15

Noble M15 – ręcznie wytwarzany supersamochód produkcji brytyjskiej firmy Noble Automotive Ltd. z siedzibą w Leicestershire, wytwarzany od 2006 roku. Auto w założeniach miało stanowić konkurencję w segmencie rynku zajmowanym przez Porsche 911 Turbo /GT-3 i Ferrari F430. 
Według danych producenta, przyspieszenie od 0 do 100 km/h wynosi około 3,5 sekundy, a prędkość maksymalna 298 km/h.
Ważący 1250 kg pojazd, którego nadwozie ze zintegrowanym, tylnym spojlerem, wykonano w przeważającej części z materiałów kompozytowych, wykazuje rozkład mas na oś przednią i tylną, typowy dla aut sportowych z tylnym napędem, odpowiednio  42:58%. Wyposażono go w 3-litrowy, centralny, umieszczony wzdłużnie silnik V6 Duratec produkcji Forda z dwiema sprężarkami, jednostka rozwija moc 455 KM, a maksymalny moment obrotowy 617 Nm na tylne koła przenosi sześciobiegowa włoska skrzynia biegów produkcji Graziano Trasmissioni (od 2007 roku firma, będąca dostawcą skrzyń biegów m.in. do McLaren MP4-12C oraz aut Aston Martin, Maserati i Ferrari jest własnością szwajcarskiej grupy  Oerlikon Group). 
Nadwozie wykonano w formie przestrzennej konstrukcji z rurek stalowych (rama nośna przedziału pasażerskiego i bagażnika), na których zamocowano poszycie z elementów kompozytowych.
Samochód dysponuje wentylowanymi hamulcami tarczowymi o średnicy 330 mm, kontrolowanymi przez układ ABS. Ogumienie stanowią opony o rozmiarach 285/40 z tyłu i 225/40 z przodu pojazdu. 
W stosunku do poprzedników, auto miało być bardziej "cywilizowane" i nadawać się również do "codziennego użytku" dzięki komfortowemu wyposażeniu, obejmującemu m.in. ABS, układ kontroli trakcji, klimatyzację, elektrycznie opuszczane szyby, system nawigacji satelitarnej z ekranem dotykowym i dwa bagażniki z przodu i tyłu, o łącznej pojemności około 300 litrów. 

Cena wersji podstawowej wynosiła 75000 £.

## Multimedia
- Noble M15 - statyczna prezentacja pokaz slajdów, Youtube [dostęp 2011-04-14].
- Noble M15 na torze - impresje 1 Youtube [dostęp 2011-04-14].
- Noble M15 na torze - impresje 2 Youtube [dostęp 2011-04-14].